# 斯坦尼斯劳斯河
斯坦尼斯劳斯河（英語：Stanislaus River）是美国加利福尼亚州中北部圣华金河的一条支流，其幹流长度为96英里（154），而河口到其最远的支流源头长约150英里（240）。斯坦尼斯劳斯河起源于內華達山脈高处的三个支汊，河流向南通过以农业用地为主的聖華金谷，流经五个加利福尼亚县份，最终在曼特卡以南汇入圣华金河。斯坦尼斯劳斯因其上游峡谷的风景和急流闻名，并且大量用于灌溉、水力發電和家庭用水供应。